# 寶雅
寶雅（英語：POYA），通稱POYA寶雅、寶雅生活館，是臺灣一家連鎖生活百貨商店。

## 沿革

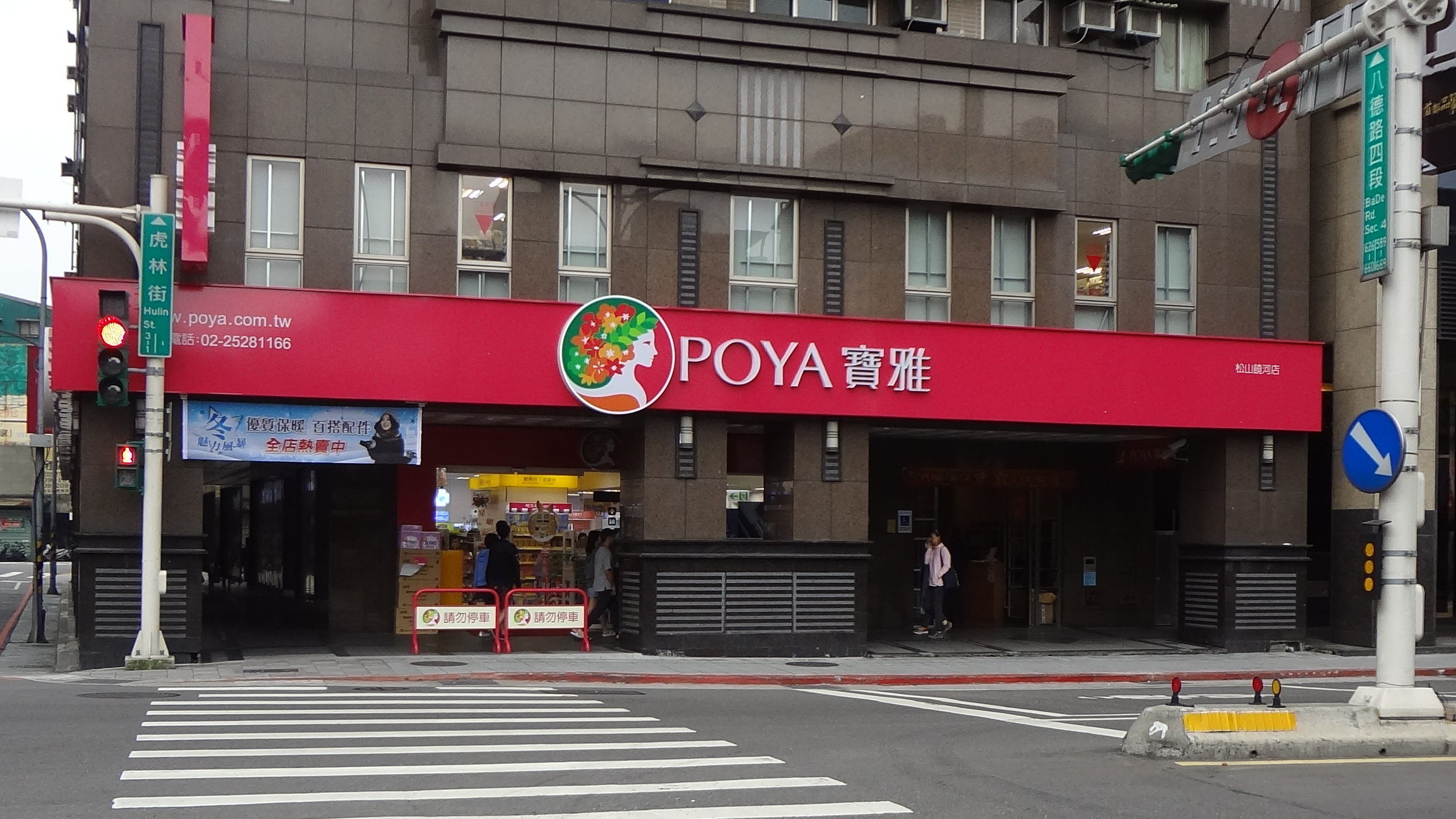
寶雅生活館松山饒河店

- 1985年，由創辦人陳建造創立第一家傳統舶來品精品店。
- 1999年，經財政部證券暨期貨管理委員會核准為公開發行公司。
- 2000年，正式更名為寶雅國際股份有限公司。
- 2002年，獲准股票上櫃，成為全國第一家生活精品百貨掛牌上櫃公司。
- 2004年，轉投資成立「Tony's文具王國」。
- 2008年，全台達44間分店。
- 2010年，共計55間分店營業中。
- 2011年，共計62間分店營業中。
- 2012年，共計70間分店營業中。
- 2014年，10月25日，澎湖店開幕，為首次從台灣本島以外展店。共計100間分店營業中。
- 2017年，共計177間分店營業中。
- 2018年，共計198間分店營業中。
- 2019年，共計220間分店營業中。
- 2019年，1月19日，金門店開幕，繼澎湖後，二度跨出本島到外島金門展店。
- 2019年，8月3日，跨足五金百貨，成立寶家POYA HOME，於屏東潮州開出品牌第一間分店。
- 2021年，12月寶家五金百貨POYA HOME，更名為寶雅居家五金POYA HOME。
- 2024年，寶雅居家五金POYA HOME結束營業，店面合併至寶雅生活館本身，並成立社區店POYA Beauty。

## 外部連結
- POYA寶雅官方網站 （页面存档备份，存于）
- POYA寶雅線上買官方網站 （页面存档备份，存于）
- 台灣公司資料 （页面存档备份，存于）
- POYA寶雅 APP (ios) （页面存档备份，存于）
- POYA寶雅 APP (Android)
- POYA 寶雅的Facebook專頁
- 寶家POYA HOME的Facebook專頁
- 寶雅POYA Beauty的Instagram帳戶
- YouTube上的POYA 寶雅頻道
- YouTube上的寶家POYA HOME頻道